# Robert Guttmann
Robert Guttmann (ur. 20 kwietnia 1880 w Sušicach, zm. 14 marca 1942 w Łodzi) – czeski malarz.

## Życiorys
Robert Guttmann w rodzinnym domu posługiwał się językiem hebrajskim i niemieckim. W młodości uczęszczał do szkoły podstawowej w Planá nad Lužnicí oraz do szkoły średniej w Czeskich Budziejowicach, którą ukończył po 2 latach edukacji. W 1895 jego rodzina przeniosła się do Pragi, gdzie uczęszczał do dwuletniej prywatnej szkoły biznesu Bergmanna, a następnie do prywatnej szkoły artystycznej pejzażysty Aloisa Kirniga. Ponadto był zaangażowany w działalność ruchów Makkabi i Bar-Kochba. W 1897 wyruszył pieszo na Pierwszy Kongres Syjonistyczny w Bazylei. Jego trwająca 102 dni podróż została sfinansowana dzięki sprzedawaniu w trakcie podróży namalowanych przez niego widokówek i karykatur. W 1898 zrezygnował z udziału w Drugim Kongresie Syjonistycznym ze względu na śmierć ojca. W 1899 założył czeski oddział stowarzyszenia „Zion”. Do 1925 uczestniczył w większości kongresów syjonistycznych podróżując na nie piechotą. Oprócz wędrówek na kongresy syjonistyczne upodobał sobie przemierzanie piesze Słowacji i Zakarpacia, na których terenach odwiedzał gminy żydowskie, a także wycieczki do uzdrowisk i kurortów turystycznych gdzie malował turystów. Ponadto należał do praskiej bohemy artystycznej – był malarzem ulicznym, a także malował w restauracjach i kawiarniach, gdzie odwiedzany był często przez dziennikarzy praskich gazet publikujących jego dzieła. Nie posiadał własnego mieszkania ani pracowni. Zamieszkiwał w domu rodziny Lämmlových.
Ze względu na charakterystyczny wygląd i piesze podróże stał się znany w Czechosłowacji, gdzie był często fotografowany i karykaturowany. Ponadto przesyłał darowizny na rzecz powstania Uniwersytetu Hebrajskiego oraz na rzecz Żydowskiego Funduszu Narodowego.
W 1939 w związku z okupacją niemiecką ograniczył swój dotychczasowy styl życia, spędzając czas w żydowskiej kawiarni oraz w swoim mieszkaniu. 16 października 1941 został deportowany pierwszym transportem, który wyjechał z Pragi do łódzkiego getta. Jego jedynym bagażem były jego płótna. Pobyt w getcie był dla niego trudny do zniesienia – Guttmann stał się apatyczny i milczący. Zmarł w Łodzi 14 marca 1942 zastrzelony przez niemieckiego strażnika po zbytnim zbliżeniu się do ogrodzenia getta.

## Malarstwo
Styl malarski Guttmanna jest trudny do zaklasyfikowania. Można go uznać za oryginalną odmianę prymitywizmu. Za życia nie słynął z obrazów, lecz z ekscentrycznego wyglądu i stylu życia. Jego prace stały się doceniane po II wojnie światowej. Część z jego prac znajduje się w Muzeum Żydowskim w Pradze, które w 2001 utworzyło Galerię Roberta Guttmanna z wystawą jego obrazów.
W 1932 praski psychiatra Arthur Heller opublikował monografię pt. „Guttmann. Eine psychologische Studie über den Maler Robert Guttmann”. Autor uważał, że obrazy Guttmanna są podobne do dzieł schizofreników dzieci, ludzi prymitywnych oraz niektórych ekspresjonistów. Guttmann nie zamierzał w swoim malarstwie powielać stylu i twórczości innych autorów, dając sobie prawo do twórczego wyrażania siebie.

## Galeria

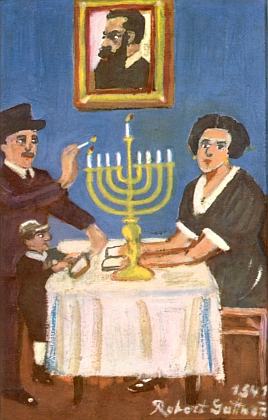
Chanuka (1941)
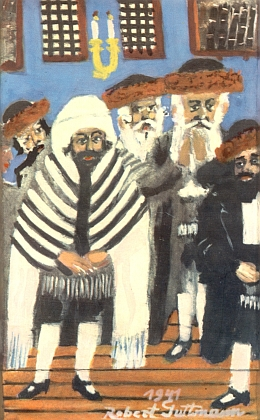
Karpaccy Żydzi w synagodze (1941)
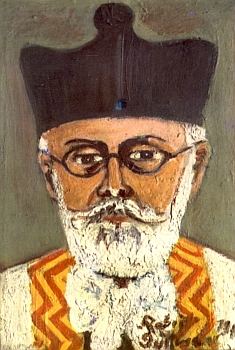
Potret rabina Aladára Deutscha(inne języki) (1941)
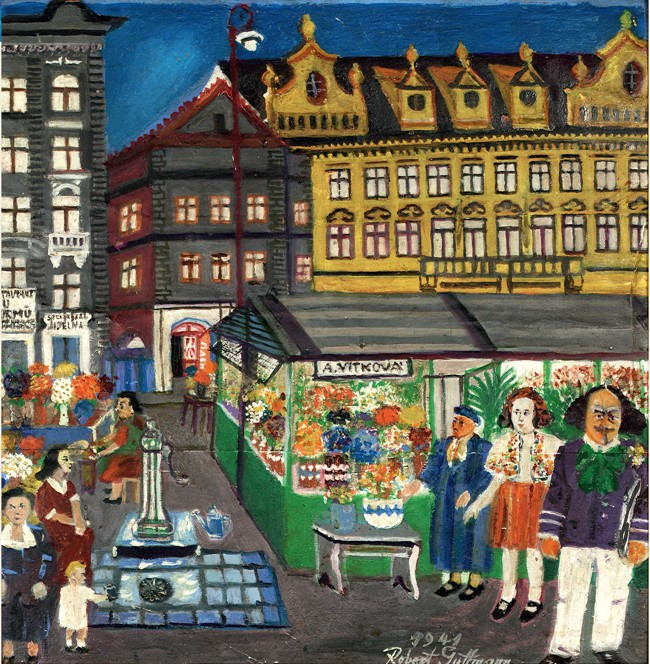
Autoportret na praskim targu węglowym (1941)